# 응정
응정(應貞)은 서진 초기의 관료이다. 자는 길보(吉甫). 여남군(지금의 허난성) 출신.
응정은 조위 후기의 저술가 응거(사공연(司空掾) 응순의 아들)의 아들로 태어났다.

## 친족
- 응창 - 아버지 응거의 형으로 건안칠자 중 한 사람이다.
- 응소 - 응정의 동생 응순의 아들로 황문시랑을 지냈다. 후에 동해효헌왕(東海孝獻王) 사마월[1]에게 살해당한다.
- 응첨 - 응정의 동생 응수의 아들로 동진의 진남대장군 겸 강주자사가 된다.